# Reggie Evans
Reginald Jamaal "Reggie" Evans (Pensacola, Florida, 18. svibnja 1980.) američki je profesionalni košarkaš. Igra na poziciji krilnog centra, a trenutačno je član NBA momčadi L.A. Clippersa. Prijavio se na NBA draft 2002., ali nije bio izabran od strane nijedne momčadi.

## Sveučilište
Pohađao je sveučilište Coffeyville Community College, ali se nakon samo dvije godine prebacio na sveučilište u Iowi. 2001. godine, Evans je predovdio Big Ten konferenciju u skokovima te je proglašen najkorisnijim igračem Big Ten natjecanja. Svoju sveučilišnu karijeru zaključio je izborima u All-American i All-Big Ten momčadi.

## NBA karijera
Nakon neuspjeha na draftu, Evans je, kao slobodan igrač, potpisao za Seattle SuperSonicse. U sezoni 2004./05., s obzirom na odigrane minute po utakmici, Evans je predvodio ligu u skokovima i usprkos tome što je, u prosjeku, na terenu provodio samo 24 minute, Evans je završio deveti u poretku najboljih skakača lige. 6. prosinca 2005., Evans je morao propustiti početak treće četvrtine utakmice s New York Knicksima. Naime, pojavila se sumnja da Evans uzima nedozvoljene steroide, te se tako testiranje provelo u poluvremenu utakmice. Ubrzo nakon testiranja, dobiveni nalazi pokazali su da je Evans negativan na određenu substancu. 26. veljače 2006. Evans je mijenjan u Denver Nuggetse. U prvih pet utakmica u dresu Nuggetsa, Evans je ostvario vrlo visoku minutažu, a 10. ožujka 2006., u utakmici s Toronto Raptorsima, Evans je ostvario 0 poena i 20 skokova. To je bilo prvi puta, nakon Dennisa Rodmana i 1997. godine, da neki igrač nije ostvario niti jedan poen, a da je sakupio 20 skokova u utakmici. Tijekom doigravanja 2006. godine, Evans je, s namjerom, primio Chrisa Kamana za testise čime je zaradio kaznu od 10 tisuća dolara. 10. rujna 2007. Evans je mijenjan u Philadelphia 76erse zajedno s pravima na Rickya Sancheza u zamjenu za Stevena Huntera i Bobbyja Jonesa. U sezoni 2007./08., Evans je zauzeo startno mjesto krilnog centra momčadi, te je odveo Sixerse od najgore skakačke momčadi do uvrštenja u najboljih 15 skakačkih momčadi lige. Te sezone, Evans je propustio samo jednu utakmicu. 9. lipnja 2009. Evans je mijenjan u Toronto Raptorse u zamjenu za Jasona Kapona. Međutim Evans nije ostvario nastup za Raptorse sve do 10. veljače 2010. zbog ozljede zgloba.

## NBA statistika

### Regularni dio
| Godina    | Klub         | Odig. uta. | Uta. poč. | Min. | 2P%  | 3P%   | Sl. bac.% | Skok. | Asist. | Ukr. lop. | Blok. | Poena |
| --------- | ------------ | ---------- | --------- | ---- | ---- | ----- | --------- | ----- | ------ | --------- | ----- | ----- |
| 2002./03. | Seattle      | 67         | 60        | 20.4 | .471 | .000  | .519      | 6.6   | .5     | .6        | .2    | 3.2   |
| 2003./04. | Seattle      | 75         | 27        | 17.1 | .406 | .000  | .561      | 5.4   | .4     | .7        | .1    | 2.9   |
| 2004./05. | Seattle      | 79         | 79        | 23.8 | .476 | .000  | .534      | 9.3   | .7     | .7        | .2    | 4.9   |
| 2005./06. | Seattle      | 41         | 23        | 19.2 | .509 | .000  | .550      | 6.7   | .6     | .6        | .1    | 5.9   |
| 2005./06. | Denver       | 26         | 2         | 23.3 | .453 | .000  | .505      | 8.7   | .6     | .6        | .2    | 5.2   |
| 2006./07. | Denver       | 66         | 11        | 17.1 | .544 | .000  | .497      | 7.0   | .7     | .6        | .2    | 4.9   |
| 2007./08. | Philadelphia | 81         | 61        | 23.2 | .439 | 1.000 | .467      | 7.5   | .8     | 1.1       | .1    | 5.2   |
| 2008./09. | Philadelphia | 79         | 7         | 14.4 | .444 | .000  | .594      | 4.6   | .3     | .5        | .1    | 3.3   |
| 2009./10. | Toronto      | 1          | 0         | 5.0  | .333 | .000  | .000      | 3.0   | 1.0    | 1.0       | .0    | 2.0   |
| Ukupno    |              | 515        | 270       | 19.6 | .468 | .125  | .525      | 6.8   | .6     | .7        | .2    | 4.3   |

### Doigravanje
| Godina    | Klub         | Odig. uta. | Uta. poč. | Min. | 2P%  | 3P%  | Sl. bac.% | Skok. | Asist. | Ukr. lop. | Blok. | Poena |
| --------- | ------------ | ---------- | --------- | ---- | ---- | ---- | --------- | ----- | ------ | --------- | ----- | ----- |
| 2004./05. | Seattle      | 11         | 11        | 18.9 | .405 | .000 | .524      | 7.4   | .5     | .4        | .3    | 3.7   |
| 2005./06. | Denver       | 5          | 0         | 13.8 | .429 | .000 | .722      | 4.6   | .0     | .4        | .2    | 3.8   |
| 2007./08. | Philadelphia | 6          | 0         | 24.7 | .500 | .000 | .625      | 7.8   | .5     | .8        | .0    | 6.8   |
| 2008./09. | Philadelphia | 5          | 0         | 7.2  | .222 | .000 | .750      | 2.0   | .0     | .6        | .0    | 1.4   |
| Ukupno    |              | 27         | 11        | 17.1 | .418 | .000 | .627      | 6.0   | .3     | .6        | .2    | 4.0   |

## Vanjske poveznice
- Profil na NBA.com
- Profil  Arhivirana inačica izvorne stranice od 17. siječnja 2013. (Wayback Machine) na Basketball-Reference.com